# Église de la Nativité-de-la-Sainte-Vierge d'Alaincourt
L'église de la Nativité-de-la-Sainte-Vierge d'Alaincourt est une église située à Alaincourt, en France.

## Localisation
L'église est située sur la commune d'Alaincourt, dans le département de l'Aisne.

## Historique
Alaincourt est érigée en paroisse au XIIIe siècle, par une charte de 1234,. L'année suivante, le seigneur Gui de Moy en fonde et dite la cure paroissiale.
Au XVIIIe siècle, elle est rattachée au diocèse de Laon et l'église s'appelle « Notre-Dame d'Alaincourt ». Il y aurait eu dans cette église une épitaphe relatant un double inceste. Depuis 1901, elle est rattachée au diocèse de Soissons, Laon et Saint-quentin. L'église paroissiale actuelle est dédiée à la Nativité-de-la-Sainte-Vierge.

## Description
|  |  |

Situé sur la Ligne Hindenburg, le village subit de nombreux bombardements en 1917 et 1918 et l'église fut détruite. Elle fut reconstruite en 1925 sur le même emplacement.